# Валериј Борзов
Валериј Борзов (укр. Валерій Пилипович Борзов; Самбор, Лавовска област СССР, 20. октобар 1949), је совјетски атлетичар украјинског порекла. Завршио је Кијевски институт за физичку културу 1971. Заслужни је мајстор спорта Совјетског Савеза 1970.
Учесник је олимпијских игара у Минхену 1972. и у Монтреалу 1976, где је освајао медаље на 100 м, 200 м и штафети 4х100 м. Двострука победа у спринту на Олимпијским играма у Минхену 1972. године најсјајнији је тренутак његове каријере. Након победе на 100 м чинило се да је дисквалификација два најбоља спринтера из САД, Реја Робинсона и Едија Хејса, због кашњења на старт олакшала Борзову пут до злата. Међутим, на 200 м Борзов је победио обојицу у директном обрачуну те тиме доказао заиста сјајну форму.
Осим олимпијских успеха био је троструки европски првак у трци на 100 м, шестоструки дворански европски првак у тркама на 60 м, једном на 50 м и вишеструки првак СССР.
По завршетку каријере оженио се олимпијском победницом у гимнастици Људмилом Туришчевом. Од 1991 — 1999. био је председник Олимпијског комитета Украјине, а од 1994. и члан МОК и украјински министар за омладину и спорт.
Године 1982. написао је књигу „10 секунди — цео живот“

## Спортски успеси
Олимпијске игре
- Минхен 1972.
  - злато 100 м - 10,14
  - злато 200 м - 20,00
  - сребро штафета 4100 м - 38,50
- Монтреал 1976.
  - бронза 100 м - 10,14
  - бронза штафета 4100 м - 38,78

Европско првенство у атлетици
- злато 100 м (1969, 1971, 1974)
- злато 200 м 1971

Европско првенство у атлетици у дворани
- злато 50 м 1972
- злато 60 м (1970 — 1972. и 1974 — 1977)

Занимљивост
- Валериј Борзов освајио је златну медаљу у трци на 60 метара, на Европском првенству у дворани 1970. када је имао 20 година и 145 дана и потао најмлађи победник у тој дисцилини до данас (2017).[1]
- Са 7 златних медаља на Европским првенствима у дворани је најспешнији мушки такмичар свих времена, а трећи је у мушкој конкуренцији са укупним бројем освојених медаља.[2]

## Лични рекорди
- 100 м - 10,07
- 200 м - 20,00